# Oh, Lady, Lady

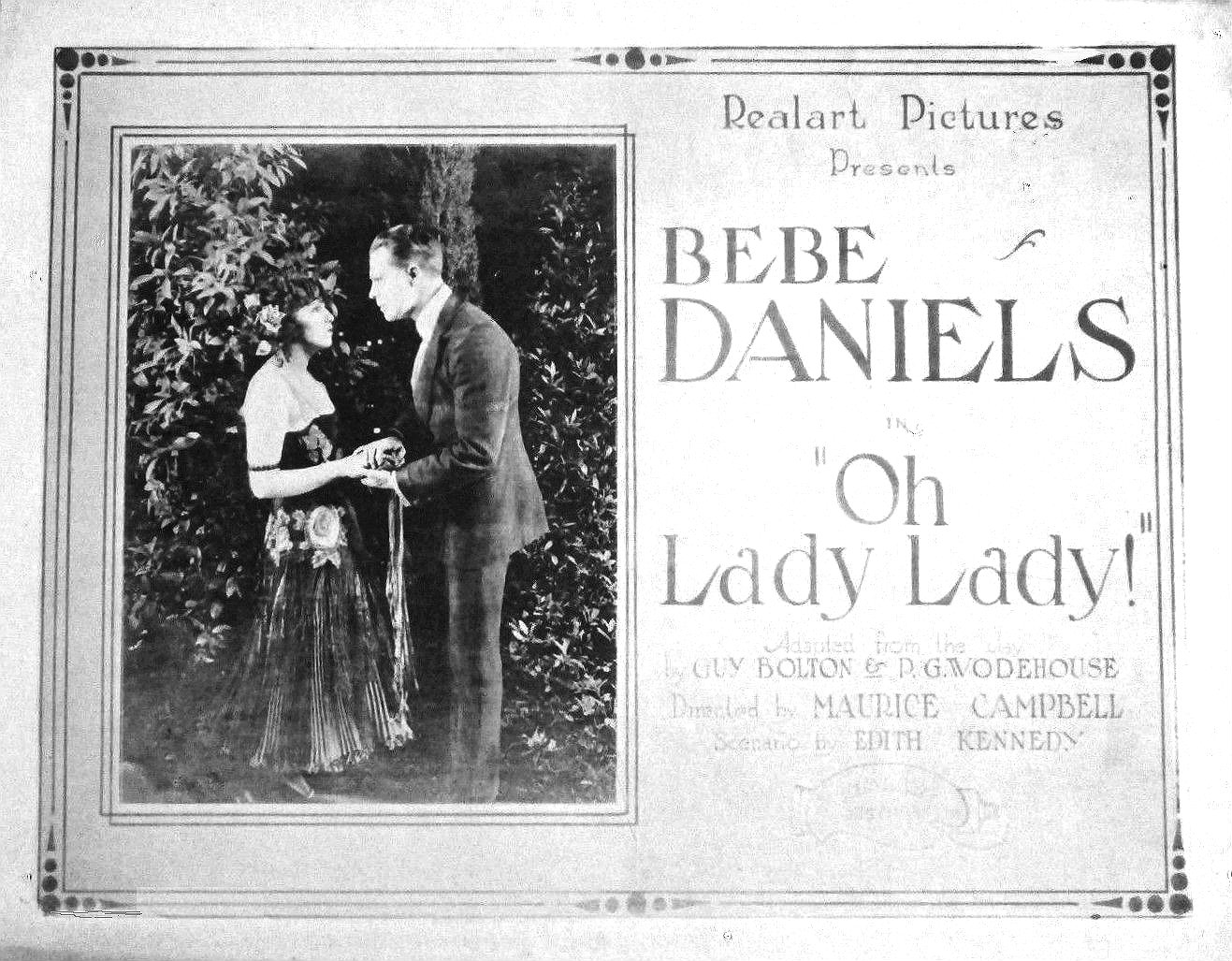
Carte promotionnelle du film

Oh, Lady, Lady est un film américain réalisé par Maurice S. Campbell, sorti en 1920.

## Fiche technique
- Réalisation : Maurice S. Campbell
- Scénario : Edith Kennedy (en) d'après la pièce Oh, Lady! Lady!! de Guy Bolton et P. G. Wodehouse[1]
- Production : Realart Pictures (Adolph Zukor)
- Photographie : H. Kinley Martin
- Format : Noir et blanc, 35 mm
- Son : Muet
- Genre : Comédie romantique
- Durée : 50 minutes (5 bobines)[2]
- Date de sortie : Novembre 1920

## Distribution

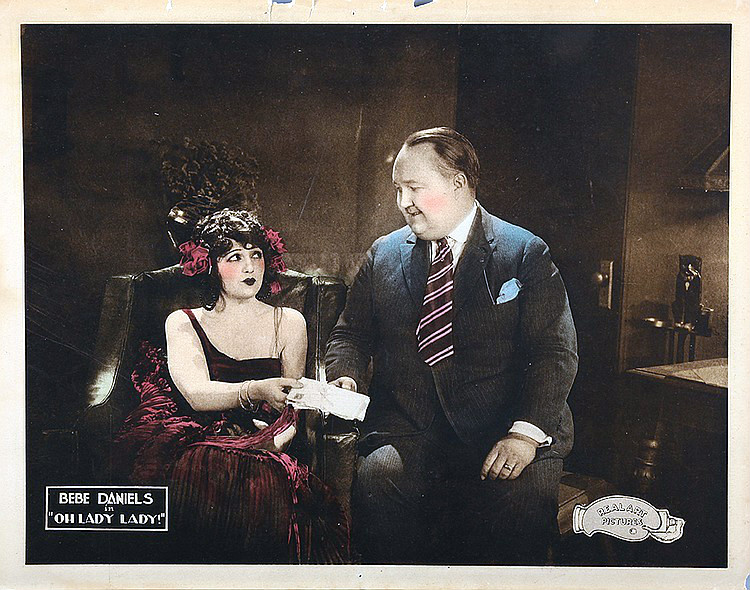
Bebe Daniels et Walter Hiers, carte promotionnelle du film

- Bebe Daniels : Mary Barber
- Harrison Ford : Hale Underwood
- Walter Hiers : Willoughby Finch
- Charlotte Woods : Molly Farringdon
- Lillian Langdon : Mrs. Farringdon
- Jack Doud : Alec Smart